# Camponotus quercicola
Camponotus quercicola är en myrart som beskrevs av Smith 1954. Camponotus quercicola ingår i släktet hästmyror, och familjen myror. Inga underarter finns listade.

## Bildgalleri

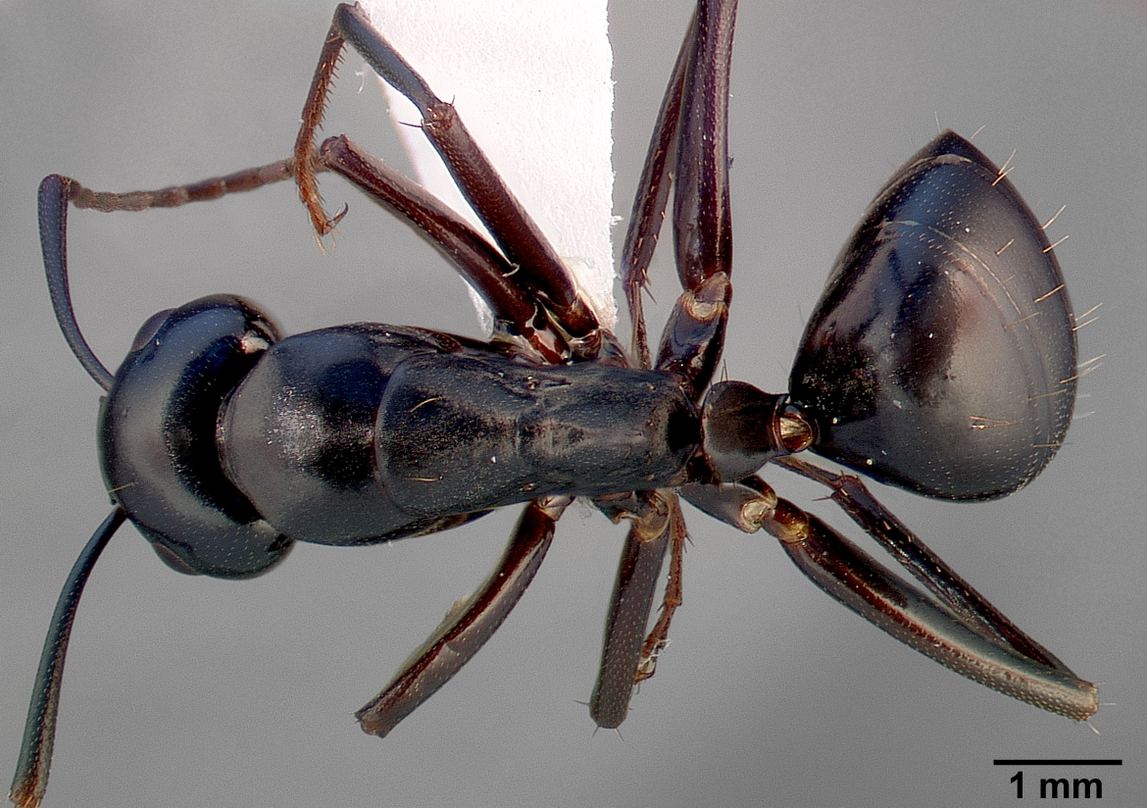
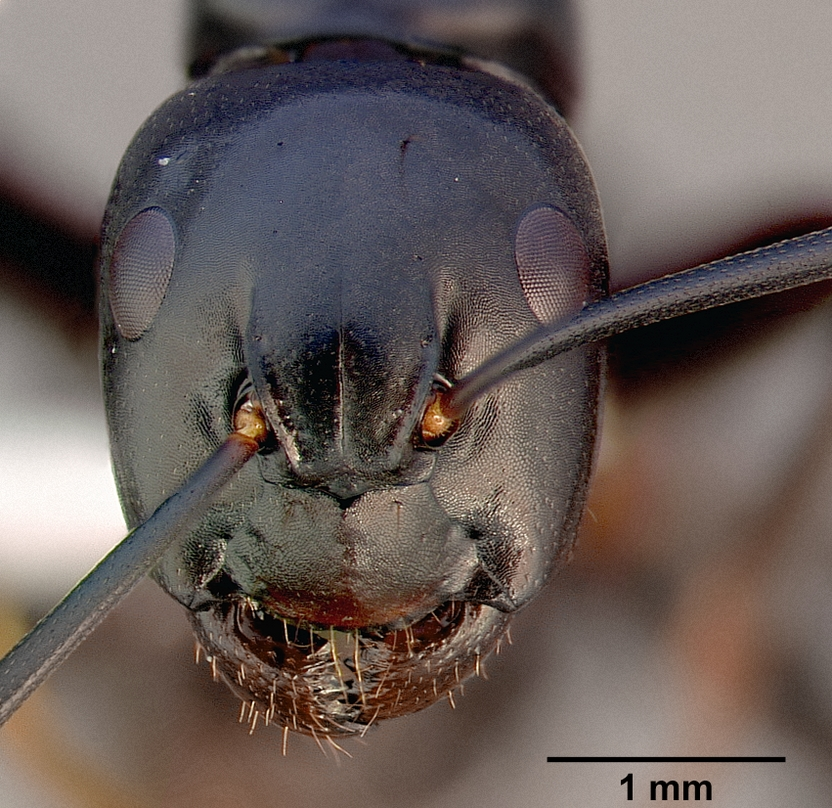
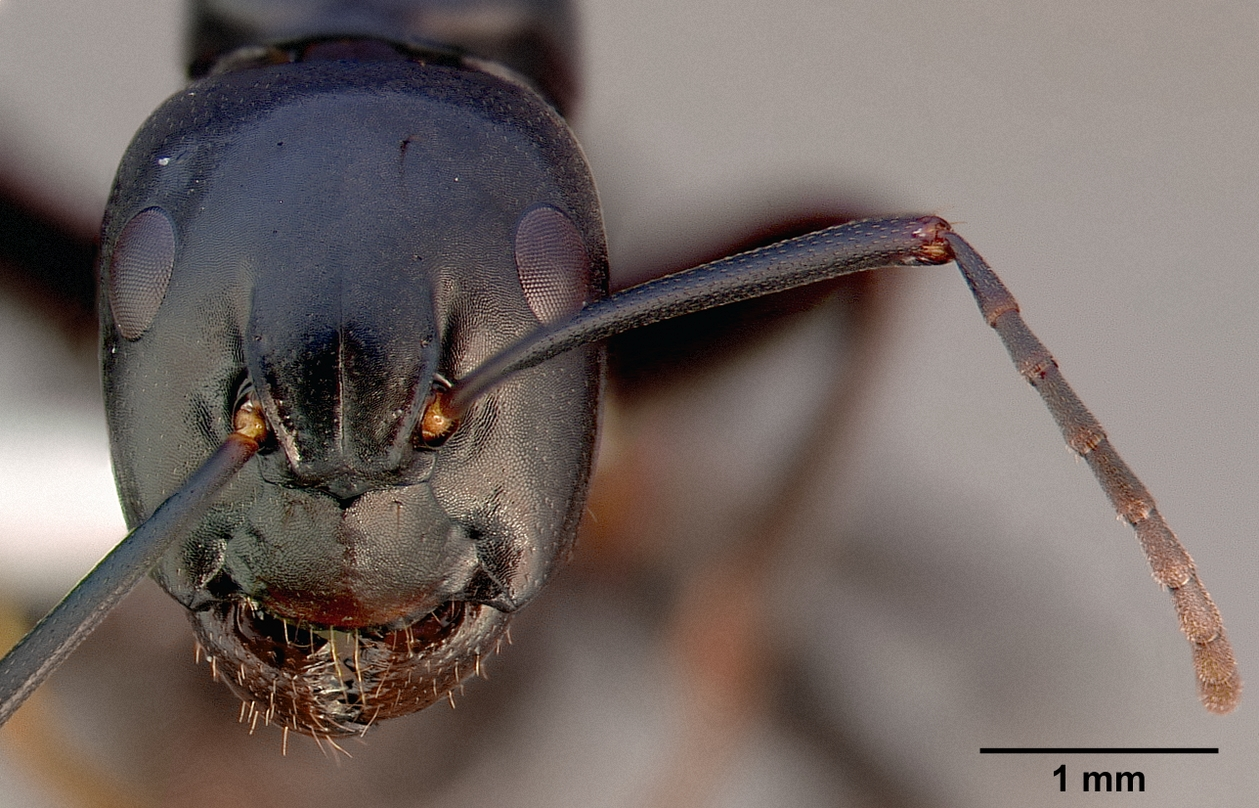
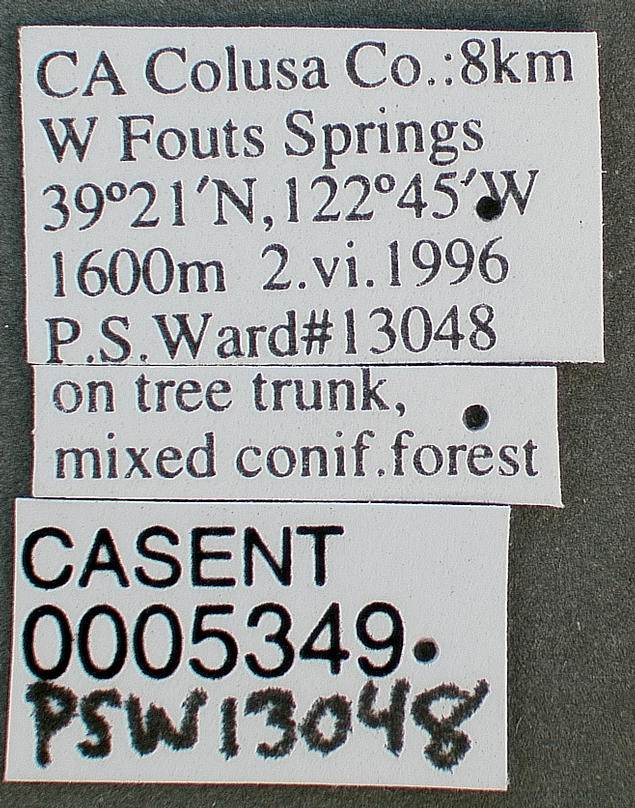
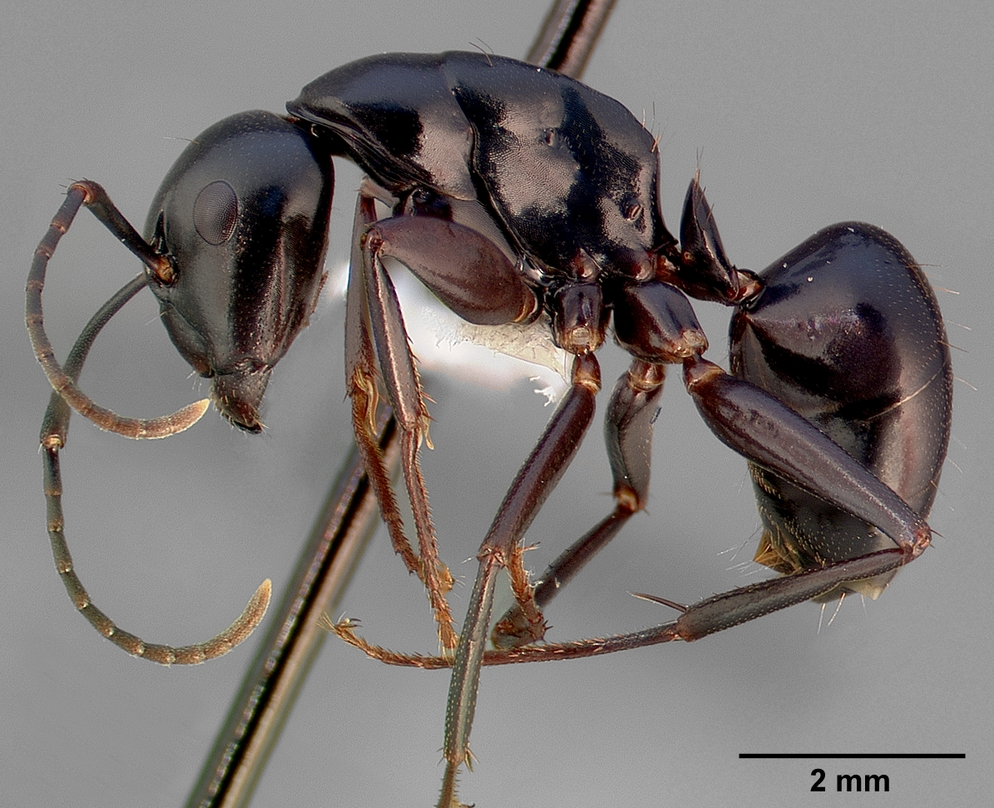